# Stará Halič
Stará Halič és un poble i municipi d'Eslovàquia. Es troba a la regió de Banská Bystrica.

## Història
La primera menció escrita de la vila es remunta al 1350.

## Demografia
| Godina             | 1994 | 2004   | 2014   | 2024   |
| ------------------ | ---- | ------ | ------ | ------ |
| Nombre de persones | 635  | 667    | 685    | 662    |
| Diferència         |      | +5,03% | +2,69% | −3,35% |

| Godina             | 2023 | 2024   |
| ------------------ | ---- | ------ |
| Nombre de persones | 645  | 662    |
| Diferència         |      | +2,63% |